# میلون (ویسکانسین)
میلون (به انگلیسی: Malone) یک منطقهٔ مسکونی در ایالات متحده آمریکا است که در شهرستان فوند دو لک، ویسکانسین واقع شده‌است. میلون ۲۹۶٫۸۸ متر بالاتر از سطح دریا واقع شده‌است.